# Imielinek
Imielinek [pronunciación en polaco: /imjɛˈlinɛk/] es un pueblo ubicado en el distrito administrativo de Gmina Nowe Ostrowy, dentro del Distrito de Kutno, Voivodato de Łódź, en Polonia central. Se encuentra aproximadamente a 2 kilómetros al noreste de Nowe Ostrowy, a 15 kilómetros al noroeste de Kutno, y a 62 kilómetros al norte de la capital regional Łódź.